# منتزعة الكبريت (رتبة)
منتزعة الكبريت (الاسم العلمي: Desulfovibrionales) هي رتبة من البكتيريا، سلبية الغرام، تتبع طائفة متقلبات دلتا.